# Old Dutch Foods
Old Dutch Foods est une entreprise agroalimentaire américaine spécialisée dans la production de chips et autres produits de grignotage principalement à base de pomme de terre. Fondée en 1934 à Roseville (Minnesota), Old Dutch exploite plusieurs usines aux États-Unis et au Canada.  
Sa gamme de produits comprend de nombreuses marques dont Old Dutch Potato Chips, Dutch Crunch, Ripples, Cheese Pleesers et Restaurante Style Tortilla Chips.
Old Dutch a racheté en 2006 la société canadienne Humpty Dumpty Snack Foods basée en Ontario, également spécialisée dans la production de chips. Grâce à cette acquisition, la société Old Dutch, bien implantée dans le Midwest des États-Unis et l'ouest canadien, a développé ses marchés dans l'est du Canada et des États-Unis

## Sites de production
Old Dutch Foods exploite plusieurs centres de production et de distribution aux États-Unis et au Canada :
Canada
- Winnipeg (Manitoba) - fabrication de chips, siège canadien,
- Calgary (Alberta) - fabrication de chips,
- Airdrie (Alberta) - chips de maïs et produits extrudés,
- Lachine (Québec) - chips Humpty Dumpty  et produits extrudés. N. B. Cette usine a été fermée en septembre 2013. 216 travailleurs ont alors perdu leur emploi.
- Hartland (Nouveau-Brunswick) - chips Humpty Dumpty  et produits extrudés,
- Dartmouth (Nouvelle-Écosse) - produits de pomme de terre Old Dutch,
- Mississauga (Ontario) - produits de pomme de terre Humpty Dumpty.

La société dispose également de onze centres de distribution dans l'ouest du Canada.
États-Unis

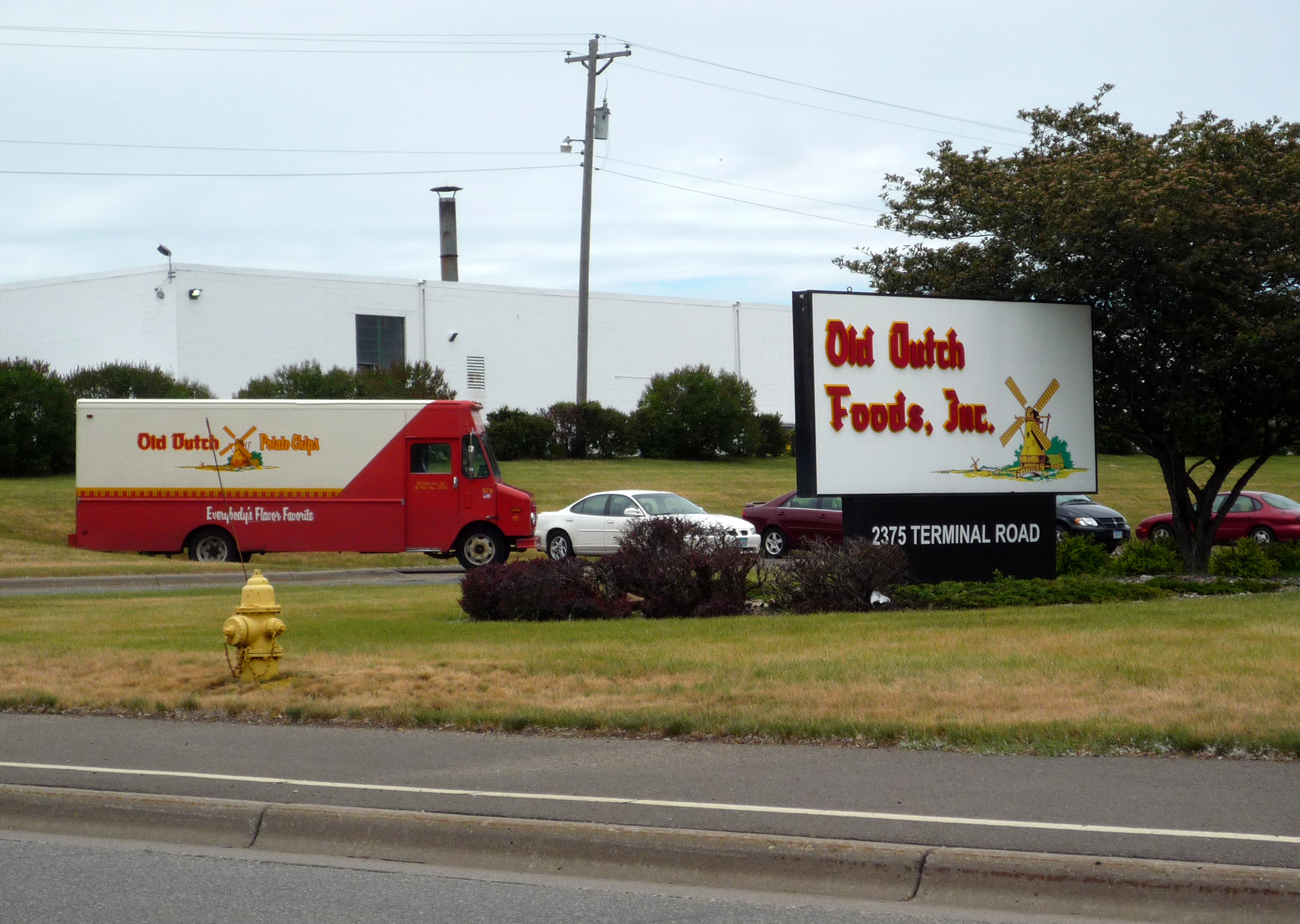
Siège de Old Dutch Foods à Roseville (Minnesota).

- Roseville (Minnesota) - fabrication de chips et siège de la société,
- Minneapolis (Minnesota) - chips de pomme de terre et de maïs.